# Conus reductaspiralis
Conus reductaspiralis é uma espécie de gastrópode do gênero Conus, pertencente à família Conidae.